# Hr. Tudse
Hr. Tudse er en af hovedpersonerne i bogen Vinden i Piletræerne (1908) af Kenneth Grahame.

## Karakter og handling
Hr. Tudse bor i Tudseborg, han er rig og har en forkærlighed for at klæde sig i tweed. Hr. Tudse er intelligent, kreativ og ressourcestærk, men han er samtidig selvcentreret og har en narcissistisk personlighed. Hans store interesse for biler fører til en episode, hvor han stjæler en bil og kører den hensynsløst. Dette resulterer i en 20-årig fængselsstraf, men han flygter forklædt som vaskekone.